# Halieutaea nigra
Halieutaea nigra är en fiskart som beskrevs av Alcock, 1891. Halieutaea nigra ingår i släktet Halieutaea och familjen Ogcocephalidae. Inga underarter finns listade i Catalogue of Life.